# Karadžićevo
Karadžićevo (serbiska: Караџићево) är en ort i Kroatien.   Den ligger i länet Srijem, i den östra delen av landet, 220 km öster om huvudstaden Zagreb. Karadžićevo ligger 91 meter över havet och antalet invånare är 194.
Terrängen runt Karadžićevo är mycket platt. Runt Karadžićevo är det ganska tätbefolkat, med 120 invånare per kvadratkilometer. Närmaste större samhälle är Vinkovci, 10,5 km sydost om Karadžićevo. Trakten runt Karadžićevo består till största delen av jordbruksmark.